# Manfred Thoma
Manfred Thoma (* 24. Februar 1929 in Neumarkt in der Oberpfalz; † 10. November 2014) war ein deutscher Ingenieur und Hochschullehrer. Er war Professor für Regelungstechnik an der Technischen Universität Hannover.

## Leben
Thoma machte eine Ausbildung zum Elektroinstallateur und bestand 1951 die Gesellenprüfung. Bis 1954 schloss sich daran im Polytechnikum Nürnberg eine Ingenieursausbildung an. Danach studierte er bei Winfried Oppelt an der Technischen Hochschule Darmstadt, bei dem er danach als wissenschaftlicher Assistent und Oberassistent tätig war. Thoma gehörte zusammen mit K. Barth und R. Bräu zu den ersten Assistenten des 1957 gegründeten Lehrstuhls und Instituts für Regelungstechnik unter der Leitung von Oppelt. Hier promovierte Thoma auch im Jahre 1963.
Nach einer Gastprofessur 1964/1965 an der Purdue University in Lafayette wurde er 1967 zum ordentlichen Professor für Regelungstechnik an die Technische Hochschule Hannover (heute: Leibniz-Universität Hannover) berufen. Während dieser Zeit war er von 1971 bis 1972 Dekan der Fakultät für Maschinenwesen. Im Jahre 1997 wurde er emeritiert.
Thoma unterhielt Kontakte zur Industrie als Präsident des Internationalen Kongresses mit Ausstellung für Messtechnik und Automatik (Interkama) in Düsseldorf.
Thoma arbeitete aktiv in der VDI/VDE-Gesellschaft Mess- und Automatisierungstechnik (GMA) in Düsseldorf und Frankfurt/Main, die zugleich die nationale Mitgliedsorganisation in der International Federation of Automatic Control (IFAC) ist. Von 1984 bis 1987 war er Präsident der IFAC und organisierte den 10. IFAC-Weltkongress 1987 in München.
Im Zusammenhang mit dieser Tätigkeit sind auch seine weltweiten Kontakte zu sehen sowie insbesondere auch seine Beziehungen zu Fachkollegen in der DDR. Letztere gehen auf die ersten Institutsgründungen für Regelungstechnik im deutschsprachigen Raum zurück: 1955 an der TH Dresden durch Heinrich Kindler, 1957 an der TH Darmstadt durch Winfried Oppelt sowie an der RWTH Aachen durch Otto Schäfer. Winfried Oppelt und Heinrich Kindler hatten sich erfolgreich darum bemüht, trotz der wachsenden politischen Beschränkungen fachliche Verbindungen und auch persönliche Kontakte zu pflegen.
Diese Kontakte wurden von deren akademischen Schülern in West und Ost fortgesetzt, so dass sich besonders gute Beziehungen entwickelten zwischen den späteren Professuren von Manfred Thoma (Hannover), Günther Schmidt (München), Franz Mesch (Karlsruhe), Heinz Töpfer (Magdeburg, Dresden), Hans-Joachim Zander (Dresden), Karl Reinisch (Ilmenau) u. a. Thoma pflegte seine vielen fachlichen und persönlichen Verbindungen in der ganzen Welt, so dass ihn seine Familienangehörigen in der Traueranzeige als „reisefreudig“ charakterisiert haben.
Anfang der 1990er Jahre wohnte Thoma in der Gartenhofsiedlung im hannoverschen Stadtteil Marienwerder.

## Auszeichnungen
- 1978: Ordentliches Mitglied der Braunschweigischen Wissenschaftlichen Gesellschaft
- 1985: VDI-Ehrenzeichen[8]
- 1991: Ehrendoktorwürde der City University London
- Ehrendoktorwürde der Ruhr-Universität Bochum[9]
- weitere Ehrendoktorwürden
- Outstanding Service Award der International Federation of Automatic Control[10]
- 1999: Auswärtiges Mitglied der Russischen Akademie der Wissenschaften[11]
- Mitglied der Nationalen Akademie der Wissenschaften der Ukraine in Kiew.

## Schriften
- Ein einfaches Verfahren zur Bestimmung der Wurzelverteilung <Stabilität> von linearen Abtastregelsystemen. Technische Hochschule Darmstadt, Fakultät für Elektrotechnik, Dissertation vom 22. März 1963.
- Theorie linearer Regelsysteme – mit 71 Beispielen und 150 Übungsaufgaben.  Vieweg, Braunschweig 1973. ISBN 3-528-04850-6.
- Manfred Thoma, Günther Schmidt (Hrsg.): Fortschritte in der Mess- und Automatisierungstechnik durch Informationstechnik –  INTERKAMA-Kongress 1986. Springer-Verlag, Berlin; Heidelberg; New York; London; Paris; Tokyo 1986. ISBN 3-540-17033-2.
- Heinz Töpfer 60 Jahre. In: Automatisierungstechnik, München. Jg. 38, Nr. 7, 1990, S. 245–246.
- Heinz Töpfer 65 Jahre. In: Automatisierungstechnik, München. Jg. 43, Nr. 6, 1995, S. 316.  (mit D. Werner).
- Karl Heinz Fasol, Rudolf Lauber; Franz Mesch, Heinrich Rake, Manfred Thoma, Heinz Töpfer: Great Names and the Early Days of Control in Germany. In: Automatisierungstechnik, München. Jg. 54, Nr. 9, 2006, S. 462–472.